# ملک طلق

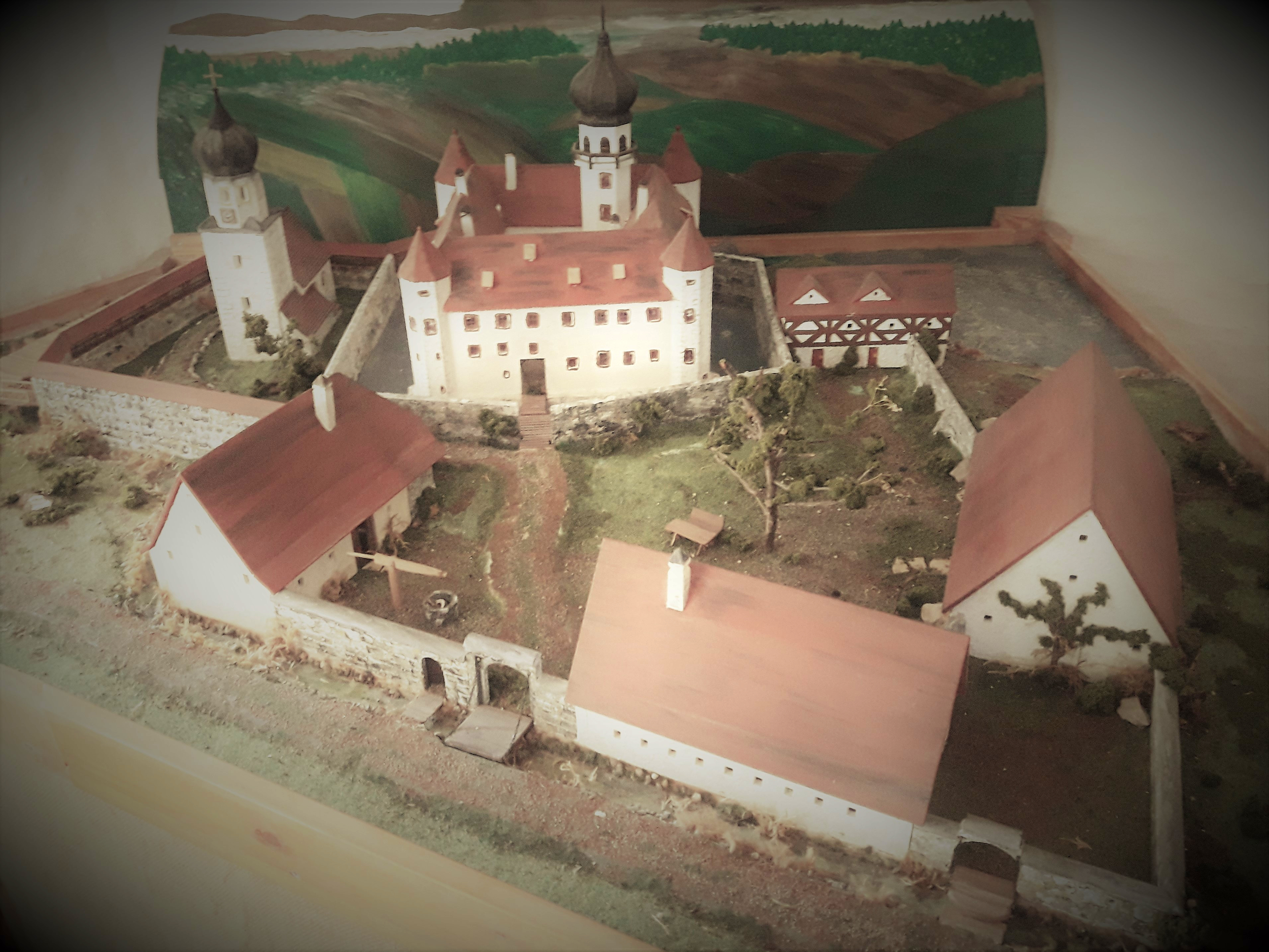
مدل بازسازی‌شده برای نمایش زمین ملک طلق

مِلک طلق (انگلیسی: Allod) منتسب به زمین‌هایی بود در دوران قرون وسطی و به ویژه دوره امپراتوری مقدس روم تا دوران مدرن نخستین که در مالکیت مطلق صاحب زمین قرار داشت. زمین‌هایی که در قالب مِلک طلق طبقه‌بندی می‌شدند مستغلاتی بودند که استقلال کامل خود را حفظ می‌کردند و برای آن اجاره‌ای پرداخت نمی‌گردید که همین موضوع باعث می‌گردید تا برخلاف زمین‌های تیول قرار بگیرد.